# (3437) Kapitsa
(3437) Kapitsa ist ein Asteroid des Hauptgürtels, der am 20. Oktober 1982 von der ukrainischen Astronomin Ljudmila Georgijewna Karatschkina am Krim-Observatorium in Nautschnyj (IAU-Code 095) entdeckt wurde.
Der Asteroid wurde nach dem russischen Physiker Pjotr Leonidowitsch Kapiza (1894–1984) benannt, der 1978 mit dem Nobelpreis für Physik ausgezeichnet wurde.